# Appleton (Terranova y Labrador)
Appleton es un pueblo canadiense situado en la provincia de Terranova y Labrador.

## Superficie
Appleton tiene una superficie de 6,33 km².

## Demografía
En 2021, tenía 620 habitantes, una densidad poblacional de 98 hab./km², y 285 viviendas.